# 佐藤俊明
佐藤 俊明（さとう しゅんみょう、1916年 - 1997年6月2日）は、日本の僧侶、曹洞宗大教師。

## 来歴
山形県生まれ。1936年、山形県宝泉寺の住職となる。1939年、駒澤大学文学部仏教学科を卒業。1974年から1981年まで、曹洞宗大本山總持寺の出版部長、布教師会事務局長、副監院を歴任。1985年、千葉県龍光寺住職。1988年、曹洞宗大教師に補任され、布教活動に専念。1995年、龍光寺住職を引退。
著書に『禅のはなし』『続・禅のはなし』『禅語と教育』『禅のこころ』『こころ自由自在』『心のお経』『修証義に学ぶ』『禅語百話』『古教照心』『とらわれない心』『心にのこる禅の名話』など多数。
1997年6月2日逝去、享年80。

## 著書
- 「国立国会図書館サーチ」を参照